# رایان بینگم
رایان بینگم (انگلیسی: Ryan Bingham؛ زادهٔ ۳۱ مارس ۱۹۸۱) خواننده، ترانه سرا، گیتاریست و بازیگر اهل ایالات متحده آمریکا است. موسیقی او ژانرهای متعددی را در بر می گیرد. او در حال حاضر ساکن لس آنجلس است.
او در فیلم‌های دل دیوانه، جکی و رایان، متخاصمان و همچنین سریال محبوب یلواستون ایفای نقش کرده است.